# Luisia antennifera
Luisia antennifera es una especie de orquídea.

## Descripción
Es una planta grande, que prefiere el clima cálido, de hábitos epifitas con tallos cilíndricos, rígidos, de color verde oscuro, casi violeta. Florece en una inflorescencia con varias a muchas flores, con brácteras trilobadas, obtusas y cóncavas.

## Distribución y hábitat
Se encuentra en Tailandia, Malasia, Vietnam, Isla de Java, Sumatra y Borneo a una altitud de 250 a 1100 metros. 

## Taxonomía
Luisia antennifera fue descrita por Carl Ludwig Blume y publicado en Rumphia 4: 50. 1849.